# 長源寺 (新宿区)

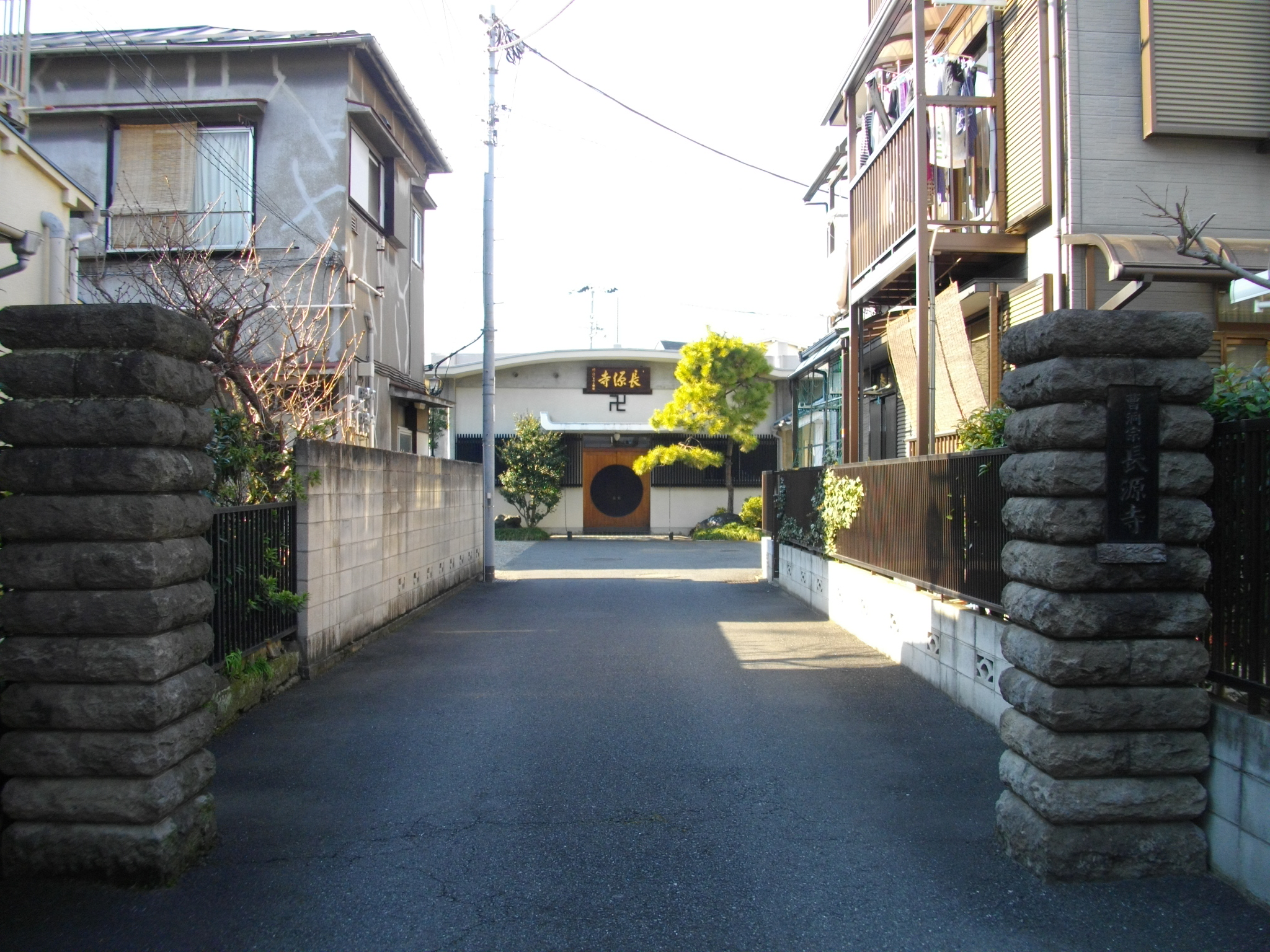
長源寺

長源寺 （ちょうげんじ）は、東京都新宿区に所在する曹洞宗の寺院。山号は妙徳山。

## 歴史
同寺は、1558年（永禄元年）の創建と伝えられる。

## 所在地
- 東京都新宿区横寺町20

## 交通アクセス
- 都営地下鉄大江戸線牛込神楽坂A2出口から徒歩3分（経路案内）。